# اچ‌ام‌اس روپرت (کی۵۶۱)
اچ‌ام‌اس روپرت (کی۵۶۱) (به انگلیسی: HMS Rupert (K561)) یک کشتی بود که طول آن ۳۰۶ فوت (۹۳ متر) بود. این کشتی در سال ۱۹۴۳ ساخته شد.